# Cudzoziemczyzna

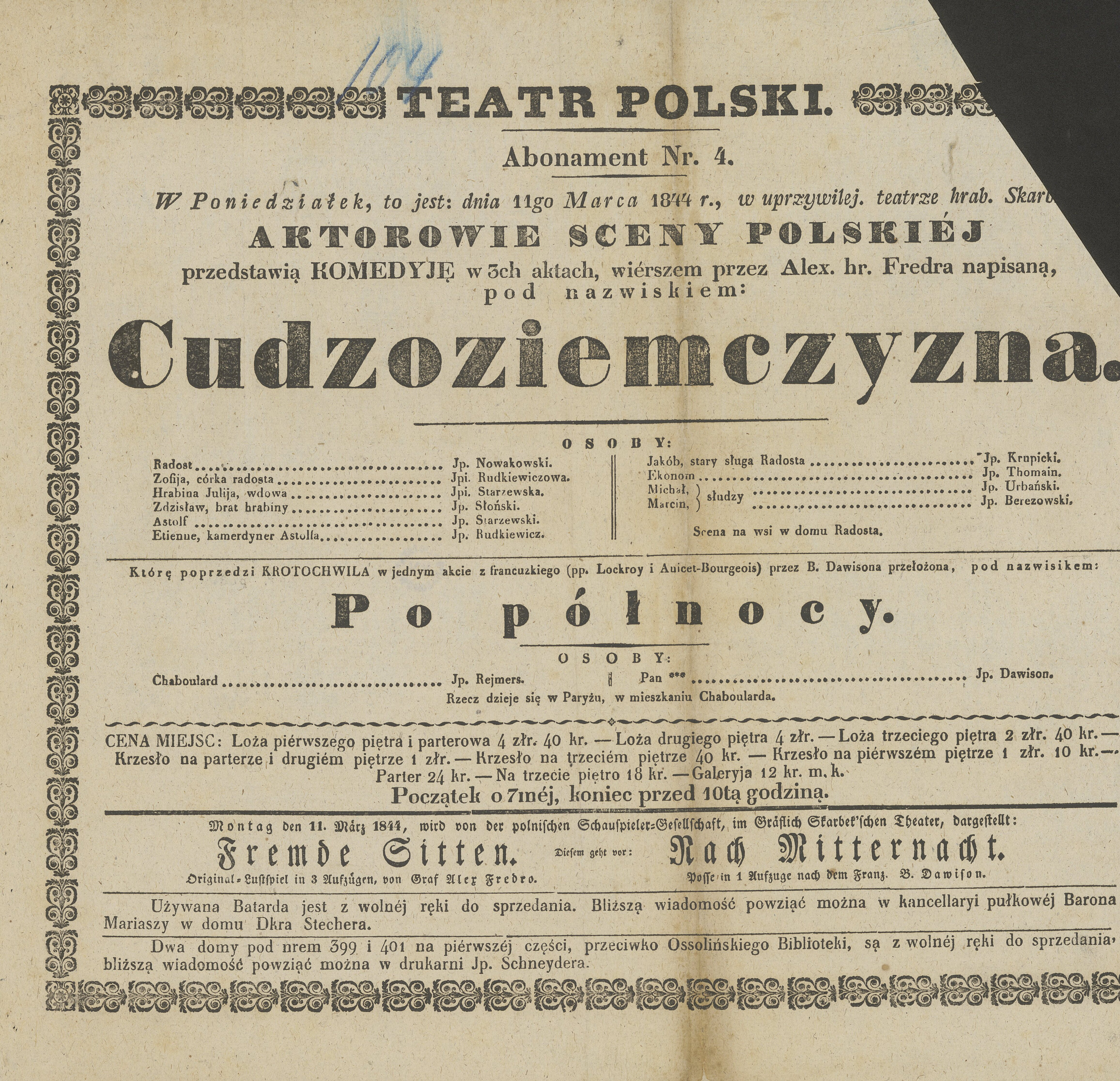
Afisz teatralny (1844)

Cudzoziemszczyzna (właśc. Cudzoziemczyzna. Komedia we trzech aktach, wierszem) - trzyaktowa komedia Aleksandra Fredry napisana w 1822. Prapremiera odbyła się w teatrze lwowskim 29 lutego 1824.

## Informacje
Komedia powstała w drugiej połowie 1822. Po raz pierwszy ukazała się drukiem w 1826 w pierwszym tomie zbiorczego wydania komedii Fredry. Zachował się autorski odpis sztuki na czysto, aczkolwiek brakuje w nim części stron. Istnieje też czystopis z 1824 wykonany przez inną osobę na potrzeby cenzury lwowskiej z odręcznymi poprawkami Fredry.

## Treść
Komedia wyśmiewa ślepe naśladowanie zagranicznych zwyczajów. Radost, właściciel wiejskiego dworku zafascynowany jest do przesady wszystkim, co pochodzi z zagranicy. Astolf i Zdzisław – konkurenci do ręki jego córki (Zosi), starają się pozyskać przychylność przyszłego teścia odmiennymi sposobami. Astolf przedstawia się jako wielki znawca zagranicy i miłośnik cudzoziemszczyzny, choć w rzeczywistości mieszka na polskiej wsi. Zdzisław przeciwnie: choć wiele podróżował po świecie, przedstawia się jako prowincjusz i zwolennik polskich tradycji. Zosia początkowo podobnie jak ojciec jest zafascynowana światowością Astolfa, ostatecznie jednak postanawia poślubić Zdzisława. Radost również jest rozczarowany cudzoziemszczyzną, co manifestuje poprzez zmianę ubioru: zamiast elementów ubioru francuskiego (surdut, peruka) w ostatniej scenie pojawia się w polskim stroju z karabelą przy boku. Wypowiada również słowa: Co cudze, diabła warte a najlepsze - swoje!

## Tematyka
Spór fraka z kontuszem tj. dyskusja o uleganiu zagranicznym wpływom wobec wierności staropolskiej tradycji był częstym tematem w polskiej literaturze oświeceniowej (np. Staruszkiewicz Franciszka Bohomolca i Mniejszy koncept jak przysługa Adama Kazimierza Czartoryskiego). Utworem bezpośrednio poprzedzającym Cudzoziemczyznę Aleksandra Fredry była komedioopera Ludwika Adama Dmuszewskiego pt. Szkoda wąsów, w której wpleciono spór fraka z kontuszem w intrygę miłosną.

## Inscenizacje (wybór)[9]
- Teatr Podolsko-Pokucki w Stanisławowie (1937, reż. Franciszek Bay-Rydzewski)
- Teatr Młodego Widza we Wrocławiu (1952, reż. Wacław Zdanowicz)
- Teatr Powszechny w Warszawie (1953, reż. Karol Borowski)
- Teatr Wybrzeże w Gdańsku (1953, reż. Zdzisław Karczewski)
- Teatr Rozmaitości w Krakowie (1958, reż. Jerzy Merunowicz)
- Teatr im. Aleksandra Fredry w Gnieźnie (1967, reż. Stanisław Brejdygant)
- Teatr Zagłębia w Sosnowcu (1972, reż. Antoni Słociński)
- Teatr Rozmaitości w Warszawie (1974, reż. Barbara Kilkowska)

## Spektakle radiowe
- Cudzoziemszczyzna (1954, reż. Karol Borowski)[10]
- Cudzoziemszczyzna (1969, reż. Juliusz Owidzki)[11]